# El Niño (album Def Squad)
El Niño – pierwszy album rapowej grupy Def Squad, w skład, której wchodzą Redman, Erick Sermon oraz Keith Murray. Album odniósł dość duży sukces i został zrankingowany na 2. miejscu notowania Billboard 200.

## Lista utworów
| #  | Tytuł                            | Autorzy tekstów                                                                     | Producent/ci | Wykonawca'y                               |
| -- | -------------------------------- | ----------------------------------------------------------------------------------- | ------------ | ----------------------------------------- |
| 1  | "Shower (Intro)"                 | R. Noble, W. Stewart, T. Blend                                                      | Redman       | *Interlude*                               |
| 2  | "Check 'N' Me Out"               | R. Noble, K. Murray, E. Sermon, N. Whitfield                                        | Erick Sermon | Erick Sermon, Keith Murray, Redman        |
| 3  | "Countdown"                      | R. Noble, K. Murray, E. Sermon, J. Phillips, L. Siffre                              | Erick Sermon | Erick Sermon, Jamal, Keith Murray, Redman |
| 4  | "Full Cooperation"               | R. Noble, K. Murray, E. Sermon, H. Ousley                                           | Erick Sermon | Erick Sermon, Keith Murray, Redman        |
| 5  | "Ride Wit Us"                    | R. Noble, K. Murray, E. Sermon, T. Shaw                                             | Erick Sermon | Keith Murray, Redman, Too Short           |
| 6  | "Lay 'Em Down (Skit)"            | R. Noble                                                                            | Redman       | *Interlude*                               |
| 7  | "Rhymin' Wit' Biz"               | R. Noble, K. Murray, E. Sermon, A. Hardy, M. Williams                               | Erick Sermon | Biz Markie, Keith Murray, Redman          |
| 8  | "Game [Freestyle]"               | R. Noble, K. Murray, E. Sermon, R. Ford, D. Miller, L. Smith, K. Walker, J.B. Moore | Erick Sermon | Erick Sermon, Keith Murray, Redman        |
| 9  | "World Announcement (Skit)"      | R. Noble                                                                            | Redman       | *Interlude*                               |
| 10 | "Can U Dig It"                   | R. Noble, K. Murray, E. Sermon, B. Squier                                           | Erick Sermon | Erick Sermon, Keith Murray, Redman        |
| 11 | "You Do, I Do"                   | R. Noble, K. Murray, E. Sermon                                                      | Redman       | Erick Sermon, Keith Murray, Redman        |
| 12 | "Y'all Niggas Ain’t Ready"       | R. Noble, K. Murray, E. Sermon                                                      | Erick Sermon | Keith Murray, Redman                      |
| 13 | "Say Word!"                      | R. Noble, K. Murray, E. Sermon, W. Watson                                           | Erick Sermon | Erick Sermon, Keith Murray, Redman        |
| 14 | "No Guest List"                  | R. Noble, K. Murray, E. Sermon, M. Burns, W. Griffin, E. Barrier                    | Erick Sermon | Erick Sermon, Keith Murray, Redman        |
| 15 | "Babies Father Committee (Skit)" | R. Noble                                                                            | Redman       | Nadja Green Parker                        |
| 16 | "Def Squad Delite"               | R. Noble, K. Murray, E. Sermon, N. Rodgers, B. Edwards                              | Erick Sermon | Erick Sermon, Keith Murray, Redman        |

## Sample
Shower (Intro)
- "The Weekend" by Dave Hollister

Check 'N' Me Out
- "Space Machine" – Undisputed Truth

Countdown
- "I Got The..." – Labi Siffre

Full Cooperation
- "Pretty Please" – Harold Ousley

Rhymin' Wit' Biz
- "Feel The Groove" – Ultramagnetic MC’s
- "The Payback" – James Brown

Game [Freestyle]
- "Christmas Rappin'" – Kurtis Blow

Can U Dig It
- "Big Beat" – Billy Squier

Y'all Niggas Ain’t Ready
- "Space Odyssey" – Marcus Belgrave

Say Word!
- "Goo Goo Wah Wah" – Wah Wah Watson

No Guest List
- "Club Lonely" – L’il Louis
- "Eric B. For President" – Eric B. & Rakim
- "Thriller" – Michael Jackson

Def Squad Delite
- "Rapper’s Delight" – Sugarhill Gang